# Мстислав Святославич
Мстислав Святославич (? — 31 травня 1223) — князь козельський (1201—1216) і чернігівський (1216 (?) — 1223) з династії Рюриковичів, гілки Ольговичів. Молодший син Святослава Всеволодовича, князя чернігівського і великого князя київського. Хрещене ім'я — Пантелеймон. Перебував у союзі із ясами. Загинув у битві на Калці.

## Біографія
Вперше в джерелах згаданий у 1182 году.
У 1191 Мстислав брав участь в поході на половців. З 1201 року став князем Козельським.
У 1219 Мстислав згаданий в Никонівському літописі як чернігівський князь, де він змінив старшого брата Гліба. Коли це точно сталося невідомо - ймовірно після 1216 року. У 1220 Мстислав розбив литовців які вторгнулись у його волость.
1223 року половецький хан Котян звернувся до свого зятя, галицького князя Мстислава Мстиславича Удатного і до інших руських князів, просячи у них допомоги проти монголів, які напередодні розбили половців та увійшли в їхні землі. Князь південних земель Русі зібралися в Київ на раду під керівництвом трьох князів: Мстислава Романовича Київського, Мстислава Мстиславича Удатного і Мстислава Святославича Чернігівського. На раді було вирішено виступити проти монголів.
Однак похід проти монголів завершився розгромом руських сил 31 травня того ж року в битві на річці Калці, у якій загинуло багато князів. Серед них був і Мстислав Святославич разом зі старшим сином Дмитром.

## Сім'я
- Дружина: Марія, яська княжна, сестра дружини Всеволода III Велике Гніздо.
- Діти:
  - Василько-Дмитро Мстиславич, князь козельський (1216—1223), 12 загинув разом із батьком на Калці.
  - Андрій Мстиславич (родинний зв'язок точно не встановлено).
  - Іван Мстиславич (родинний зв'язок точно не встановлено), князь козельський (1223—1238).